# Albert Victor Bäcklund
Albert Victor Bäcklund (11 de janeiro de 1845 — 23 de fevereiro de 1922) foi um matemático e físico sueco.
Foi professor da Universidade de Lund, onde foi reitor de 1907 a 1909.
Nasceu em Malmöhus (condado), atual Escânia (condado), no sul da Suécia, e iniciou os estudos na Universidade de Lund em 1861. Em 1864 começou a trabalhar no observatório, e obteve o doutorado em 1868, trabalhando com métodos para obter latitudes mediante onservações astronômicas. Foi associate professor de mecânica e física matemática em 1878, e eleito membro da Academia Real das Ciências da Suécia em 1888. Em 1897 tornou-se full professor.
Em 1874 recebeu uma bolsa para estudar no exterior por seis meses. Foi para as universidades de Leipzig e Erlangen, onde trabalhou com Felix Klein e Ferdinand von Lindemann.